# Menstruatieverlof
Menstruatieverlof is een vorm van verlof waarbij een persoon de mogelijkheid heeft om al dan niet betaald verlof op te nemen als zij menstrueert en daardoor niet naar haar werk kan gaan. Menstruatieverlof is door de geschiedenis heen in verband gebracht met controverses en discriminatie tegenover vrouwen, en er zijn maar heel weinig landen die hieromtrent beleid voeren; het wordt geassocieerd met een lage acceptatie in die landen die dit beleid hebben ingevoerd. Het wordt door sommigen gezien als kritiek op de werkefficiëntie van vrouwen of als seksisme. Voorstanders ervan vergelijken de functie ervan met die van zwangerschapsverlof en beschouwen het als een bevordering van gendergelijkheid.

## Achtergrond
Sommige vrouwen hebben last van dysmenorroe, die pijn veroorzaakt tijdens de menstruatie. Tot 80% van de vrouwen ervaart onvoldoende problemen om het dagelijks functioneren te verstoren als gevolg van de menstruatie, hoewel ze kunnen melden dat ze voorafgaand aan de menstruatie problemen hebben. Symptomen verstoren het normale leven en kwalificeren zich als premenstrueel syndroom bij 20 tot 30% van de vrouwen. Bij 3 tot 8% zijn de symptomen ernstig. Premenstruele dysfore stoornis (PMDD) is een ernstige en invaliderende vorm van premenstrueel syndroom die 1,8-5,8% van de menstruerende vrouwen treft.

### Geschiedenis
Aan het begin van de 20e eeuw werd voor het eerst een menstruatieverlofbeleid toegepast in sommige sectoren in het postrevolutionaire Rusland; omdat die leidde tot discriminatie van vrouwen op de werkvloer, werd het beleid in 1927 geschrapt.
Al in 1912 werd er menstruatieverlof verleend in een meisjesschool in de Zuid -Indiase deelstaat Kerala.
In de jaren 1920 begonnen Japanse vakbonden verlof (seiri kyuka) te eisen voor hun vrouwelijke werknemers. In 1947 werd een wet ingevoerd door de Japanse Arbeidsnormen die menstruerende vrouwen toestond om vrije dagen op te nemen. Er wordt nog steeds gedebatteerd over de vraag of dit verlof een medische noodzaak of een discriminerende maatregel is.

### Uitdagingen
Er is stigma gerelateerd aan menstruatieverlof; volgens Levitt en Barnack-Tavlaris (2020) kan dit stereotypen in stand houden en de medicalisering van de menstruatie bevorderen. Om het verlof op te nemen kan het zijn dat ze dit aan een mannelijke managers moet vertellen, terwijl het iets is waarvan de vrouw denkt dat het een persoonlijke kwestie is. Dit verlof kan vrouwen afschilderen als minder bekwaam dan mannen en kan daardoor leiden tot verdere discriminatie van vrouwen. Een suggestie om het stigma weg te nemen, is om mensen van alle geslachten extra medisch verlof te geven.

## Per regio

### Azië
In Indonesië hebben vrouwen door de Arbeidswet nr. 13 uit 2003 recht op twee dagen menstrueel verlof per maand, hoewel dit niet geldt als extra verlof.
In Japan stelt artikel 68 van de Arbeidsnormenwet sinds 1947: "Wanneer een vrouw, voor wie werken tijdens de menstruatie bijzonder moeilijk zou zijn, verlof heeft aangevraagd, zal de werkgever deze vrouw niet in dienst stellen op dagen van de menstruatie." Hoewel de Japanse wet vereist dat een vrouw die een bijzonder moeilijke menstruatie doormaakt verlof mag opnemen, zijn bedrijven niet verplicht betaald verlof of extra verloning te voorzien voor vrouwen die ervoor kiezen om tijdens de menstruatie te werken.
In Zuid-Korea hebben vrouwen recht op menstruatieverlof volgens artikel 71 van de Arbeidsnormenwet en krijgen ze extra verloning als ze het menstruatieverlof waarop ze recht hebben niet opnemen.
In Taiwan geeft de Wet van gendergelijkheid in werkgelegenheid vrouwen het recht op drie dagen "menstruatieverlof" per jaar, deze dagen worden niet meegeteld bij de 30 dagen "gewoon ziekteverlof", waardoor vrouwen tot 33 dagen "gezondheidsgerelateerd verlof" krijgen per jaar. De extra drie dagen worden niet met half verloond vanaf een vrouw de gereguleerde 30 overschrijdt

### Europa
In Europa Spanje het eerste en enige land, met een nationaal menstruatieverlof. Sinds februari 2023 biedt Spanje drie tot vijf dagen per maand betaald menstruatieverlof.
Een voorstel van het Italiaanse parlement om in 2017 een beleid voor menstruatieverlof in te voeren, leidde in Europa tot discussie over de invloed van menstruatie op vrouwen in de beroepsbevolking. Het wetsvoorstel zou een beleid hebben geïntroduceerd voor waarbij bedrijven drie dagen betaald verlof aan vrouwen die last hebben van ernstige menstruatiekrampen zou moeten aanbieden; het beleid werd niet uitgevoerd.

### Afrika
In Zambia hebben vrouwen sinds 2015 wettelijk recht op een vrije dag per maand vanwege hun menstruatieverlofbeleid, de dag staat bekend als "Moederdag". Als een werkgever dit recht ontzegt, kan de vrouwelijke werknemer de werkgever vervolgen.

## Bedrijfsbeleid
Coexist, een belangenorganisatie in Bristol, introduceerde een "menstruatiebeleid" om vrouwen meer flexibiliteit te geven en een gezondere werkomgeving te bieden. Coexist werd het eerste bedrijf in het Verenigd Koninkrijk dat dit beleid implementeerde, in de hoop om de taboe omtrent menstruatie te verminderen.
Nike wordt algemeen gerapporteerd als voorstander van menstruatieverlof, eender waar het actief is, dit beleid werd echter verkeerd voorgesteld door de media; Nike volgt de lokale arbeidswetgeving waar het actief is.